# Orense Sporting Club
Orense Sporting Club, mayormente conocido como Orense, es un club deportivo ecuatoriano originario de la ciudad de Machala, fue fundado el 15 de diciembre de 2009. Su disciplina principal es el fútbol, su plantel masculino participa en la Serie A de Ecuador.
El club juega sus partidos de local en el estadio 9 de Mayo, el cual tiene una capacidad de 17 800 personas reglamentariamente y es propiedad de la Federación Deportiva de El Oro.

## Historia
Orense Sporting Club nació el 10 de diciembre de 2009 por iniciativa de un grupo de varios padres de familia encabezados por el Sr. Darwin Palacios cuya intención era la de formar deportistas destacados del sur del país en diferentes disciplinas deportivas como son principalmente el fútbol pero también el basquetbol, natación y tenis, de las canteras del Orense salen jugadores a las diferentes selecciones del país, en la sub-15 varios de sus juveniles han sido convocados. A partir del 28 de marzo de 2012, el club está registrado en el Ministerio del Deporte como Club Especializado Formativo Orense Sporting Club, pero simplemente al equipo bananero se lo conoce como Orense Sporting Club.
Desde el año 2012 viene participando en los campeonatos de fútbol profesional organizados por la AFO y FEF, en su temporada de debut consiguió ser campeón del torneo provincial de Segunda Categoría 2012, ahí en la primera fase terminó en el segundo lugar del grupo 3 y en el hexagonal final fue primero y de esa manera obtuvo su primer título en la era profesional; en la etapa zonal estuvo en la zona 3 junto con los equipos de Estudiantes, Academia Alfaro Moreno, Academia Manuel Suquilandia Sporting Club y Club Equipo de Cristo, ahí terminó en segundo lugar después de obtener 16 puntos en 8 partidos jugados, ganó 5, empató 2 y perdió 1, clasificó a la siguiente ronda entre los cuatro mejores segundos; en el hexagonal final estuvo en el grupo B con los equipos Municipal Cañar, Delfín S.C., Juventud Minera, Club Deportivo Venecia y Deportivo Coca, ahí tuvo una discreta actuación terminando en 4.º lugar con 8 puntos en 8 partidos jugados, con 2 victorias, 2 empates y 4 derrotas; así concluyó su primera temporada en la era profesional.
En el 2013 fue subcampeón provincial detrás de su clásico rival Fuerza Amarilla Sporting Club; en la etapa zonal estuvo en el grupo B de la zona 3 junto con C.S. Patria, Club Deportivo Ciudadelas del Norte, Club Deportivo Italia F.C. y Club Social Deportivo Tecni Club, sin problemas terminó ganando el grupo con 17 puntos en 8 partidos jugados tras conseguir 5 victorias, 2 empates y una derrota; en el hexagonal final compartió el grupo B junto con Liga de Portoviejo, Clan Juvenil, Rocafuerte Sporting Club, Club Social, Cultural y Deportivo Cumandá y Club Deportivo Formativo Municipal Sucúa, finalizó de nuevo en el 4.º lugar con 12 puntos en 10 partidos jugados, con 4 victorias y 6 derrotas, el sueño quedaba en espera un año más.
En el 2014 como parte de la pretemporada enfrentó en un amistoso en la ciudad de Machala en el 9 de Mayo al conjunto del Barcelona Sporting Club, se lo denominó Copa Nelson Muñoz, el partido terminó empatado 0:0 y el equipo bananero por ser el local se quedó con el trofeo; en el torneo de Segunda Categoría volvió a ser subcampeón, en ese torneo perdió la final con Fuerza Amarilla, la ida empató 0:0 y la vuelta perdió 0:1; en el zonal estuvo en el grupo B de la zona 4 con Gualaceo S.C., Club Deportivo Italia F.C., Rocafuerte F.C., Cañar F.C. y Liga Deportiva Juvenil, con un gran desempeño terminó en primer lugar con 24 puntos en 10 partidos jugados con 8 victorias y 2 derrotas, esta se convertiría en la mayor cantidad de puntos en la etapa zonal para la amenaza verde; en el hexagonal semifinal tuvo una buena participación peleando por clasificar al cuadrangular final hasta la última fecha, estuvieron Pelileo S.C., Gualaceo S.C., F.C. U.I.D.E., Juventud Minera y Star Club, el equipo estuvo en zona de clasificación hasta la fecha 10 donde perdió de local 1:3 contra Pelileo SC y quedó fuera de la última etapa, quedó con 17 puntos merced de 4 victorias, 5 empates y una sola derrota, la temporada 2014 llegaba a su fin.
En el 2015 consiguió su segundo título provincial tras clasificar en el primer lugar del grupo 1 y ganar el hexagonal final del torneo provincial; en la etapa zonal compartió el grupo A de la zona 4 con Norte América, Club Social Deportivo Tecni Club, Club Deportivo Ciudadelas del Norte, Liga Deportiva Estudiantil Primero de Mayo y Club Deportivo Estudiantes del Cenepa, terminó invicto en el 2.º lugar con 22 puntos en 10 partidos jugados producto de 6 victorias y 4 empates, clasificó entre los mejores segundos; en el hexagonal semifinal estuvo en el grupo B con Pelileo S.C., Deportivo Otavalo, Guayaquil S.C., Alianza del Pailón e Club Deportivo Italia F.C., tuvo una discreta actuación finalizando en el 4.º lugar con 11 puntos en 9 partidos jugados, consiguiendo 3 victorias, 2 empates y 4 derrotas, el año 2015 terminaba de esa manera para Orense.
En el año 2016 fue subcampeón detrás Freddy Pàstor del Club Social y Deportivo Audaz Octubrino quien se quedó con el primer lugar del torneo provincial de ese año. En la etapa zonal estuvo en la zona 6 con Guayaquil S.C., San Francisco, Club Deportivo Juvenil Sevilla y Estudiantes, por primera vez en su historia Orense no lograba avanzar el zonal, terminó en tercer lugar con 15 puntos en 8 partidos jugados consiguiendo 5 victorias y 3 derrotas, el sueño de llegar a la Serie B terminaba otro año de manera temprana.
Tras el fracaso de la temporada 2016 y durante cinco temporadas seguidas que Orense clasificó a los zonales de Segunda Categoría representando a la provincia de El Oro, donde sus actuaciones fueron regulares llegando hasta etapas semifinales durante los años 2012 a 2016, la temporada 2017 fue la mejor del club, en el torneo de Segunda Categoría de El Oro 2017 terminaría siendo campeón delante del Audaz Octubrino y se clasificó a los zonales; en la segunda fase logró obtener el primer lugar de la zona 5 y clasificarse a la tercera etapa, compartió zona con Rocafuerte F.C., Atenas F.C., Municipal Cañar y Club Social y Deportivo Búffalos, finalizó con 18 puntos en 8 partidos jugados con 6 victorias, 1 empate y 1 derrota, se le restó un punto por no presentar los roles de pago; ya en la tercera etapa quedó segundo del grupo 3 junto con Puerto Quito, C.S. Patria y Duros del Balón, clasificó como mejor segundo al cuadrangular final con 13 puntos en 6 partidos jugados después de obtener 4 triunfos, 1 empate y 1 derrota; mientras que en la Segunda Categoría 2017 lograría ser subcampeón al empatar a cero goles en la última fecha ante el Puerto Quito, dándole su primer subcampeonato y el ansiado ascenso a la Serie B. Compartió en el cuadrangular final con Rocafuerte F.C., Chacaritas F.C., además del Puerto Quito, ascendió con 8 puntos a raíz de una victoria y cinco empates en 6 juegos disputados, tras 8 años desde su fundación el equipo bananero cerraba la temporada consiguiendo su máximo objetivo, el tan anhelado ascenso a la Serie B.
Para la temporada 2018 el equipo bananero debutó en la Primera Categoría B quedando en el puesto 10 con 43 puntos en la tabla acumulada, perdiendo algunos partidos ya que solo superó a Gualaceo y a Clan Juvenil. 
Cuando llegó la temporada del 2019, el vendaval verde mejoró todavía más su rendimiento porque quedó primero en la tabla del campeonato, venciendo en semifinales en unos apasionantes partidos a Manta por un global de 4 a 3 y en la final a Liga de Portoviejo por un 2-1 en la ida y un empate 2-2 en la vuelta. Quedando por primera vez campeón de la Serie B y siendo el segundo equipo de la Provincia de El Oro en conquistar dicha competición.
Ya recién ascendidos a la Serie A, para la temporada 2020 la amenaza verde debutó contra el Emelec siendo el marcador final por 2-2 en un partido vibrante jugado en la ciudad de Machala. Los capitalinos se adelantaron en el marcador con un gol de Marcos Cangá al minuto 27 y también de Andrés García Gallo al 52, pero a pesar de que iban ganando el equipo eléctrico pudo revertir el resultado anotando Leandro Vega en el minuto 54 y Roberto Ordóñez en el minuto 90+6 dando así el empate para el bombillo. El equipo se complicó mucho en los partidos porque no pudo ni ganar 9 contejos quedando en el casillero 13 a solo un punto del terrible descenso y ese punto muy valioso lo consiguió frente a El Nacional al ganarle por uno a cero.
Tras 15 años de un crecimiento exponencial que ha marcado su historia, Orense Sporting Club abre las puertas de su primera Casa Club, un sueño anhelado por mucho tiempo y que hoy se hace realidad. Este proyecto, liderado por la dirigencia del club de la provincia, representa una apuesta por el futuro y el desarrollo integral de los deportistas de sus categorías formativas.
La Casa Club, anteriormente destinada a la concentración del primer equipo, ha sido cuidadosamente remodelada para acoger a cerca de 18 jóvenes promesas de diferentes edades. Esta iniciativa responde al creciente número de deportistas que llegan a la provincia con la ilusión de alcanzar el profesionalismo, buscando en Orense un hogar y una oportunidad para cumplir sus sueños.

## Patrocinadores e indumentaria
Los colores tradicionales del equipo son el amarillo, verde, y azul. La camiseta actual lleva la marca de JMP Sport y su patrocinador principal es Palmar, Banco de Machala, Ferrearmijos, entre otros.

## Uniforme

### Evolución del uniforme titular
| 2017 | 2018 | 2019 | 2020 | 2021 | 2022 | 2023 | 2024 |

### Evolución del segundo uniforme
| 2017 | 2018 | 2019 | 2020 | 2021 | 2022 | 2023 | 2024 |

### Evolución del tercer uniforme
| 2018 | 2020 | 2022 | 2023 | 2024 |

## Estadio
El Estadio 9 de Mayo es un estadio de fútbol de Ecuador. Está ubicado en la avenida 25 de Junio y Las Palmeras de la ciudad de Machala. Su capacidad es para 16.500 espectadores.
Fue inaugurado el 9 de mayo de 1939 conmemorando además con motivo de acercarse conmemorativamente los 44 años de la justa heroica de los héroes de la Batalla de las Carretas de Machala, ocurrida el 9 de mayo de 1895 y con su nombre que se derriba de la fecha que fue creada la Federación Deportiva de El Oro y por ende se creó la Asociación Deportiva 9 de Mayo con lo cual se fundó el nombre del actual Estadio "9 de Mayo" de Machala en honor que rindieron su homenaje y tributo que se derriba de la fecha de la justa heroica de los héroes de la Batalla de las Carretas de Machala que ocurrió el 9 de mayo de 1895, treinta y un años después el Estadio 9 de Mayo fue remodelado, reconstruido y reinaugurado de 1970 a 1974 y para la Copa América realizado en Ecuador en 1993. En 1985 se instaló un marcador electrónico de fabricación húngara Electroimpex.
Este estadio fue una de las sedes de la Copa América Ecuador 1993, y se disputaron allí partidos entre Colombia, México y Bolivia.
En 2001 y con apariencia renovada, allí se jugaron tres partidos de la ronda final del Campeonato Sudamericano Sub-20 Ecuador 2001: entre Brasil, Colombia, Argentina, Chile, Paraguay y Ecuador (país anfitrión).
Acerca de competencias deportivas, este estadio acogió a nivel nacional, fue sede de los IX Juegos Nacionales Machala 2000.
El estadio también desempeña un importante papel en el fútbol local, ya que los clubes machaleños como el Carmen Mora de Encalada de Pasaje (provisional), Bonita Banana, Audaz Octubrino, Santos de El Guabo (provisional), Valdez Sporting Club de Milagro (provisional), Liga Deportiva Universitaria de Portoviejo (provisional), Nueve de Octubre de Guayaquil (provisional), Calvi Fútbol Club de Guayaquil (provisional), Atlético Audaz, Kléber Franco Cruz, Fuerza Amarilla, Bolívar, Urseza, Parma, Junín, Deportivo Machala, Atlético Pacífico, Santa Fe, Río Amarillo de Portovelo, Estudiantes Octubrinos, Sport Banaoro, Macarsa, América de Machala, Oro Fútbol Club, LDU de Machala, Machala Fútbol Club y Machala Sporting Club hacían y/o hacen de locales en este escenario deportivo.
Asimismo, este estadio es sede de distintos eventos deportivos a niveles provincial y local, así como es escenario para varios eventos de tipo cultural, especialmente conciertos musicales (que también se realizan en el Coliseo de Deportes de la ciudad y en el Recinto Ferial de Machala).

### Resumen estadístico
Última actualización: Actualizado al término de la Copa Sudamericana 2025.
| Competición                      | Part | PJ  | PG | PE | PP | GF  | GC  | DG  | PTS | Mejor resultado  |
| -------------------------------- | ---- | --- | -- | -- | -- | --- | --- | --- | --- | ---------------- |
| Torneos nacionales               |      |     |    |    |    |     |     |     |     |                  |
| Campeonato Ecuatoriano de Fútbol | 5    | 150 | 41 | 52 | 57 | 145 | 182 | -37 | 175 | 8° lugar         |
| Copa Ecuador                     | 3    | 7   | 1  | 5  | 1  | 8   | 8   | 0   | 8   | Octavos de final |
| Torneos internacionales          |      |     |    |    |    |     |     |     |     |                  |
| Conmebol Sudamericana            | 1    | 1   | 0  | 0  | 1  | 1   | 2   | -1  | 0   | Fase preliminar  |
| Total                            | 9    | 158 | 42 | 57 | 59 | 154 | 192 | -38 | 183 |                  |

## Jugadores

### Plantilla 2025
- Última actualización: 19 de julio de 2025.

#### Altas y bajas primer semestre 2025
- Última actualización: 28 de enero de 2025.

| Altas               |                |                         |                 |
| Jugador             | Posición       | Procedencia             | Tipo            |
| Beder Caicedo       | Defensa        | Independiente del Valle | Libre           |
| Bruno Caicedo       | Defensa        | Barcelona S. C.         | Libre           |
| Sixto Mina          | Defensa        | Deportivo Cuenca        | Transferencia   |
| Randy Meneses       | Defensa        | Philadelphia Union II   | Libre           |
| Nazareno Romero     | Defensa        | Deportivo Cuenca        | Libre           |
| Ramiro Luna         | Centrocampista | Quilmes                 | Libre           |
| Nixon Molina        | Centrocampista | Libertad                | Libre           |
| Diego Armas         | Centrocampista | Técnico Universitario   | Libre           |
| Jefferson Valverde  | Centrocampista | Houston Dynamo          | Préstamo        |
| Alan Olinick        | Centrocampista | Racing de Córdoba       | Préstamo        |
| Marcos Mejía        | Delantero      | Delfín                  | Libre           |
| Ángel Mena          | Delantero      | Pachuca                 | Libre           |
| Néider Ospina       | Delantero      | Llaneros                | Préstamo        |
| Bajas               |                |                         |                 |
| Jugador             | Posición       | Destino                 | Tipo            |
| José Cárdenas       | Guardameta     | Delfín                  | Fin de contrato |
| Yeltzin Erique      | Defensa        | Liga de Quito           | Fin de cesión   |
| Óscar Quiñónez      | Defensa        | Independiente del Valle | Préstamo        |
| Santiago Kubizyn    | Centrocampista | Deportivo Morón         | Fin de préstamo |
| Robert Burbano      | Centrocampista | Avaí                    | Fin de contrato |
| Marcelo Eggel       | Centrocampista | Bandera de ?            | Fin de contrato |
| Richard Calderón    | Centrocampista | Deportivo Cuenca        | Fin de contrato |
| Nicolás Servetto    | Delantero      | Bandera de ?            | Fin de contrato |
| José Miguel Andrade | Delantero      | Técnico Universitario   | Fin de contrato |

### Goleadores

#### Máximos goleadores históricos
| N.° | Jugador             | Temporadas | Goles |
| --- | ------------------- | ---------- | ----- |
| 1   | Leonardo Villagra   | 2022.      | 10    |
| 2   | José Miguel Andrade | 2022-2024  | 10    |
| 3   | Miguel Parrales     | 2024.      | 9     |
| 4.  | Gabriel Achilier    | 2021-2024. | 8     |
| 5.  | Robert Burbano      | 2022-2024. | 8     |

## Datos del club
- Puesto histórico: 31.° (28.° según la RSSSF)[40]
- Temporadas en Serie A: 6 (2020-presente).
- Temporadas en Serie B: 2 (2018-2019).
- Temporadas en Segunda Categoría: 6 (2012-2017).
- Mejor puesto en la liga: 8.º (2024).
- Peor puesto en la liga: 13.º (2020, 2021).
- Mayor goleada a favor en torneos nacionales:
  - 5 - 2 contra Mushuc Runa (17 de mayo de 2025).
- Mayor goleada en contra en torneos nacionales:
  - 5 - 1 contra Universidad Católica (31 de marzo de 2024).
- Máximo goleador histórico:
- Máximo goleador en torneos nacionales:
- Primer partido en torneos nacionales:
  - Orense 2 - 2 Emelec (16 de febrero de 2020 en el Estadio 9 de Mayo).

## Palmarés

### Torneos nacionales
| Competición                        | Títulos | Subcampeonatos |
| ---------------------------------- | ------- | -------------- |
| Serie B de Ecuador (1)             | 2019.   |                |
| Segunda Categoría de Ecuador (0/1) |         | 2017.          |

### Torneos provinciales
| Competición                       | Títulos           | Subcampeonatos    |
| --------------------------------- | ----------------- | ----------------- |
| Segunda Categoría de El Oro (3/3) | 2012, 2015, 2017. | 2013, 2014, 2016. |

### Torneos amistosos
| Torneos nacionales      |         |                |
| Competición             | Títulos | Subcampeonatos |
| Copa Nelson Muñoz (1/2) | 2014.   | 2012, 2013.    |